# Daniel Eon
Daniel Eon (Saint-Nazaire, 1939. december 20. – 2021. március 15.) válogatott francia labdarúgó, kapus.

## Pályafutása

### Klubcsapatban
1956 és 1968 között az FC Nantes labdarúgója volt. Az 1959–60-as idényben kölcsönben szerepelt az FC Yonnais csapatában. 1968 és 1975 között az RC Ancenis, 1975 és 1977 között a Stade Nazairien játékosa volt. Az FC Nantes együttesével két francia bajnoki címet szerzett.

### A válogatottban
1966–67-ben három alkalommal szerepelt a francia válogatottban.

## Sikerei, díjai
FC Nantes
- Francia bajnokság (Ligue 1)
  - bajnok (2): 1964–65, 1965–66

## Statisztika

### Mérkőzései a francia válogatottban
| Franciaország | Franciaország     | Franciaország            | Franciaország | Franciaország | Franciaország | Franciaország | Franciaország | Franciaország |
| #             | Dátum             | Helyszín                 | Hazai         | Eredmény      | Vendég        | Kiírás        | Gólok         | Esemény       |
| ------------- | ----------------- | ------------------------ | ------------- | ------------- | ------------- | ------------- | ------------- | ------------- |
| 1.            | 1966. június 5.   | Moszkva, Lenin-stadion   | Szovjetunió   | 3 – 3         | Franciaország | barátságos    | -             |               |
| 2.            | 1967. március 22. | Párizs, Parc des Princes | Franciaország | 1 – 2         | Románia       | barátságos    | -             | 46'           |
| 3.            | 1967. június 3.   | Párizs, Parc des Princes | Franciaország | 2 – 4         | Szovjetunió   | barátságos    | -             |               |
|               | Összesen          |                          |               | 3             | mérkőzés      |               | 0             | gól           |